# Graellsia hissarica
Graellsia hissarica là một loài thực vật có hoa trong họ Cải. Loài này được Junussov mô tả khoa học đầu tiên năm 1980.